# Chuño saruy
El Chuño Saruy es una danza de género agrícola del departamento de Huancavelíca, popular en las comunidades de la provincia de Tayacaja, en el Perú.
El Chuño Saruy es de origen incaico, esta actividad se da entre los meses de julio y agosto cuando cae la helada. El proceso del chuño se sigue practicando en muchas comunidades andinas de la provincia de Tayacaja.
Esta danza es de carácter agrícola y amoroso. Se inicia con el cortejo a la pareja con galanteos que imitan al chiwako zorzal. La coreografía contiene movimientos de faenas agrícolas